# Esquilino (rione di Roma)
Esquilino è il quindicesimo rione di Roma, indicato con R. XV.
Il toponimo indica anche la zona urbanistica 1E del Municipio Roma I di Roma Capitale.

## Geografia fisica

### Territorio
Si trova nell'area est del centro storico.
Il rione confina con:
- a nord con il rione R. XVIII Castro Pretorio
- a est con i quartieri Q. XII Tiburtino[1] e Q. VII Prenestino-Labicano[2]
- a sud-est con il quartiere Q. X Tuscolano[3]
- a ovest con il rione R. I Monti

## Storia
Il nome "esquilino" deriva da quello del castrum degli Equites Singulares Augusti (guardia imperiale a cavallo) poiché sul Celio nei pressi dell'attuale via Tasso era la loro caserma (castra priora equitum singularium). L'imperatore Settimio Severo edificò un nuovo grande complesso denominato Castra Nova equitum singularium (Nuova Caserma dei cavalieri scelti) là dove oggi sorge la Basilica di San Giovanni in Laterano.
L'Esquilino è uno dei rioni del centro storico. Di antica urbanizzazione (con Palatina, Collina e Suburrana era una delle quattro regiones della Roma serviana), con i suoi tre colli (Cispius, Oppius  e Fagutalis) comprendeva fino alla regionalizzazione di Augusto tutta l'area oggi attribuita al rione Monti.
Il territorio del rione attuale è tuttavia da sempre una sorta di territorio di confine della città, intesa come centro storico: inizialmente al margine delle Mura serviane, di cui conteneva l'agger, in età imperiale fu incluso nelle Mura aureliane, ma rimase sempre marginale alla città propriamente intesa, tanto che una delle etimologie del nome lo fa derivare dal termine latino esquiliae, che indicava i sobborghi.
Fino ad Augusto la zona oltre l'agger delle mura repubblicane era una sorta di vastissima discarica dei rifiuti della città, e sede anche di un cimitero, diviso in un'area per gli schiavi e una per i cittadini di modeste condizioni, che potevano però permettersi il posto in un colombarium. Rodolfo Lanciani descrive la scoperta e l'esplorazione di una settantina di questi puticoli, nelle vicinanze di quella che è oggi la stazione Termini.

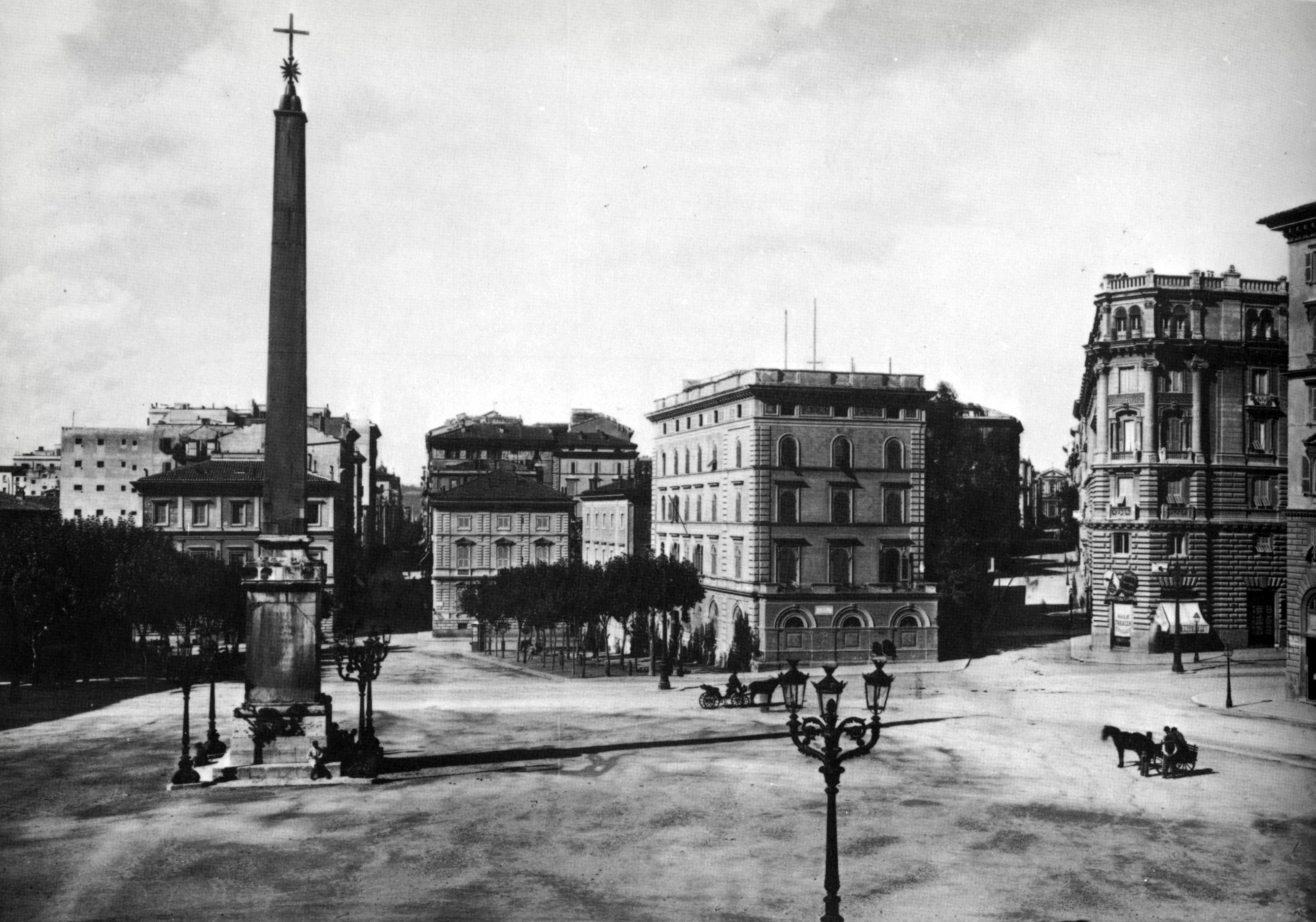
Piazza dell'Esquilino in una foto del 1895

La riforma urbana voluta da Augusto, in tempi in cui la città si era enormemente estesa e nessuno pensava che avrebbe mai più avuto bisogno di mura, seppellì fra l'altro sotto una decina di metri di terra di riporto questi terreni inquinati e pestilenziali; il terrapieno delle antiche mura divenne una sorta di passeggiata pubblica e su quei terreni sorsero gli Orti di Mecenate, splendidi giardini che contenevano fra l'altro un'alta torre dalla quale Svetonio dice che Nerone assistette all'incendio di Roma. Qui è stato riportato alla luce, nel 1874, l'Auditorium di Mecenate. L'aula faceva parte di un complesso molto più ampio, che fu interamente demolito per rendere edificabile il terreno: la nuova capitale aveva bisogno di alloggi, e i suoi costruttori non andavano per il sottile.
Fino al tardo impero l'Esquilino fu sede di ville residenziali (Horti), piuttosto che di case popolari: nell'antichità il popolo continuava infatti ad ammassarsi nei rioni più in basso, come la Suburra.
Durante il medioevo la zona passò in possesso di vari ordini e conventi localizzati nei dintorni di Santa Maria Maggiore, e successivamente (dal Seicento) tornò ad essere sede di varie ville. In villa Palombara fu edificata nella seconda metà del Seicento la famosa Porta Alchemica, che si può ammirare oggi nei giardini di piazza Vittorio Emanuele II.
Le pur rilevanti persistenze antiche sono state completamente soffocate dalla parte residenziale del rione attuale, edificata ex novo dopo il 1870 come quartiere d'abitazione per la nuova borghesia impiegatizia (Nuovo Quartiere Esquilino). Ciò ne ha definito le caratteristiche edilizie ed urbanistiche.

### Stemma
Spaccato; nel primo d'argento all'albero al naturale; nel secondo d'argento al monte di tre cime di verde.

## Monumenti e luoghi d'interesse

### Architetture civili

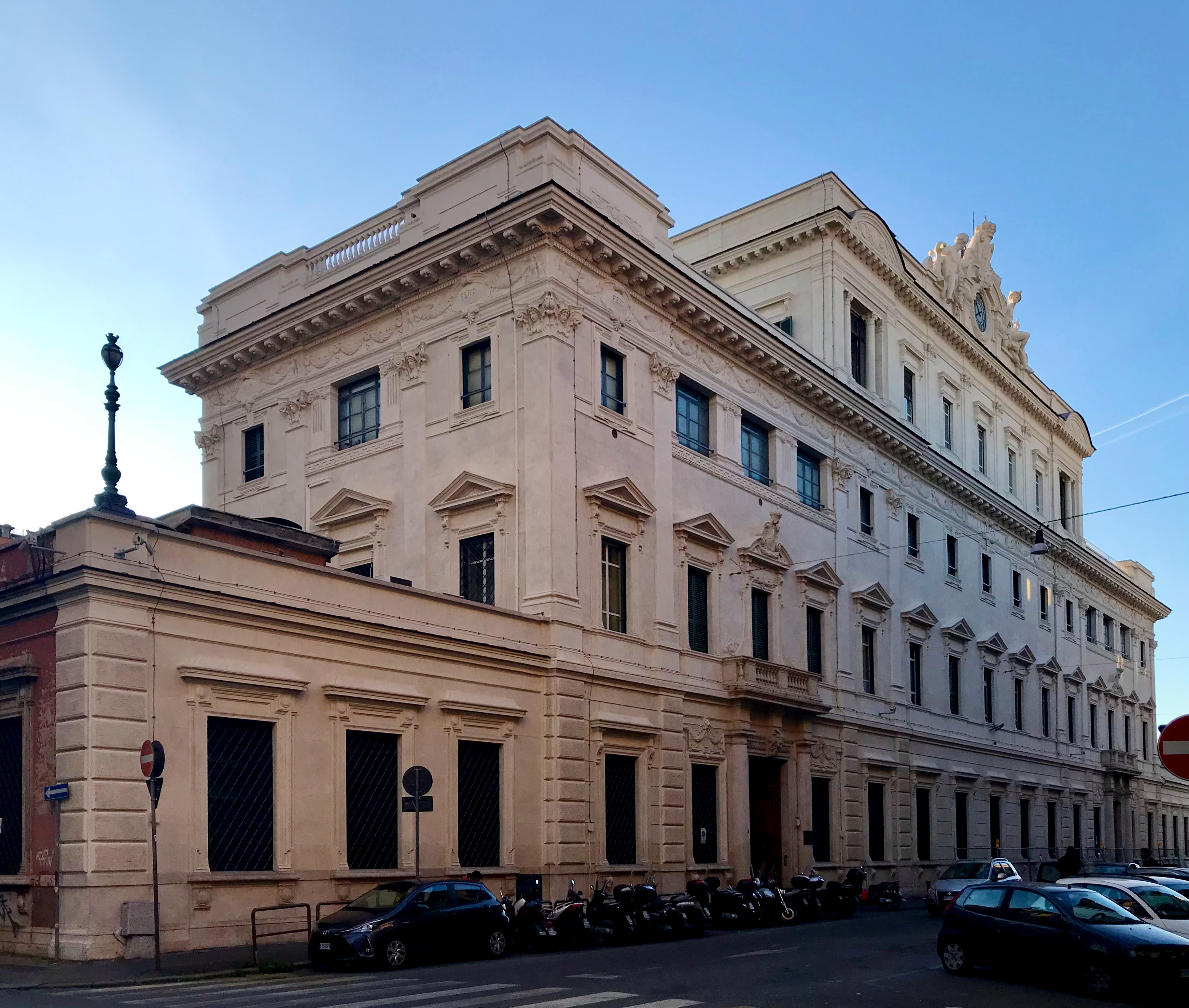
Il Palazzo della Zecca

- Stazione di Roma Termini, su piazza dei Cinquecento.

Il prospetto della stazione Termini è uno dei pochissimi edifici pubblici costruiti a Roma nel secondo dopoguerra, su disegno degli architetti Montuori e Vitellozzi (1950). Del precedente progetto anni trenta di netta impronta futurista, dovuto all'ingegner Angiolo Mazzoni, furono realizzati solo gli edifici tecnici.
- Palazzo del Freddo Giovanni Fassi, su via Principe Eugenio.

Gelateria attiva dal 1928 in una palazzina in stile liberty.
- Acquario Romano, su piazza Manfredo Fanti. Edificio del XIX secolo (1885-1887).

Progetto di Ettore Bernich, dal 2002 è sede della Casa dell'Architettura.

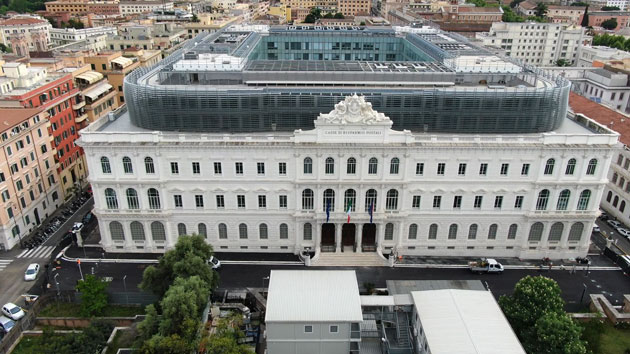
La sede dellIntelligence

- Palazzo delle Casse di Risparmio Postali, su piazza Dante. Edificio del XX secolo (1907-1912).

Progetto dell'architetto Luigi Rolland. Già sede della Casse di Risparmio Postali, dal maggio 2019 è sede unitaria dei Servizi segreti italiani.
- Palazzo della Zecca di Stato, su via Principe Umberto. Edificio del XX secolo (1908-1911).

Progetto dell'ingegnere Carlo Mongini. Inaugurata da re Vittorio Emanuele III il 27 dicembre 1911 come prima Zecca di Stato del Regno d'Italia. Ha ospitato il Museo numismatico della Zecca Italiana fino al 1962, mentre la produzione di monete cessò nel 1999. Accoglie tuttora la Scuola dell'Arte della Medaglia.
- Villa Altieri, su viale Manzoni. Progetto dell'architetto Giovanni Antonio De Rossi, utilizzata come sede istituzionale della Città metropolitana di Roma Capitale.
- Villa Wolkonsky, su via Ludovico di Savoia.

Residenza ufficiale dell'ambasciatore britannico in Italia.
- Cabina idrica, su via Eleniana. Edificio del XX secolo (1934).

Progetto degli architetti Rodolfo Stoelcker e Raffaele De Vico.

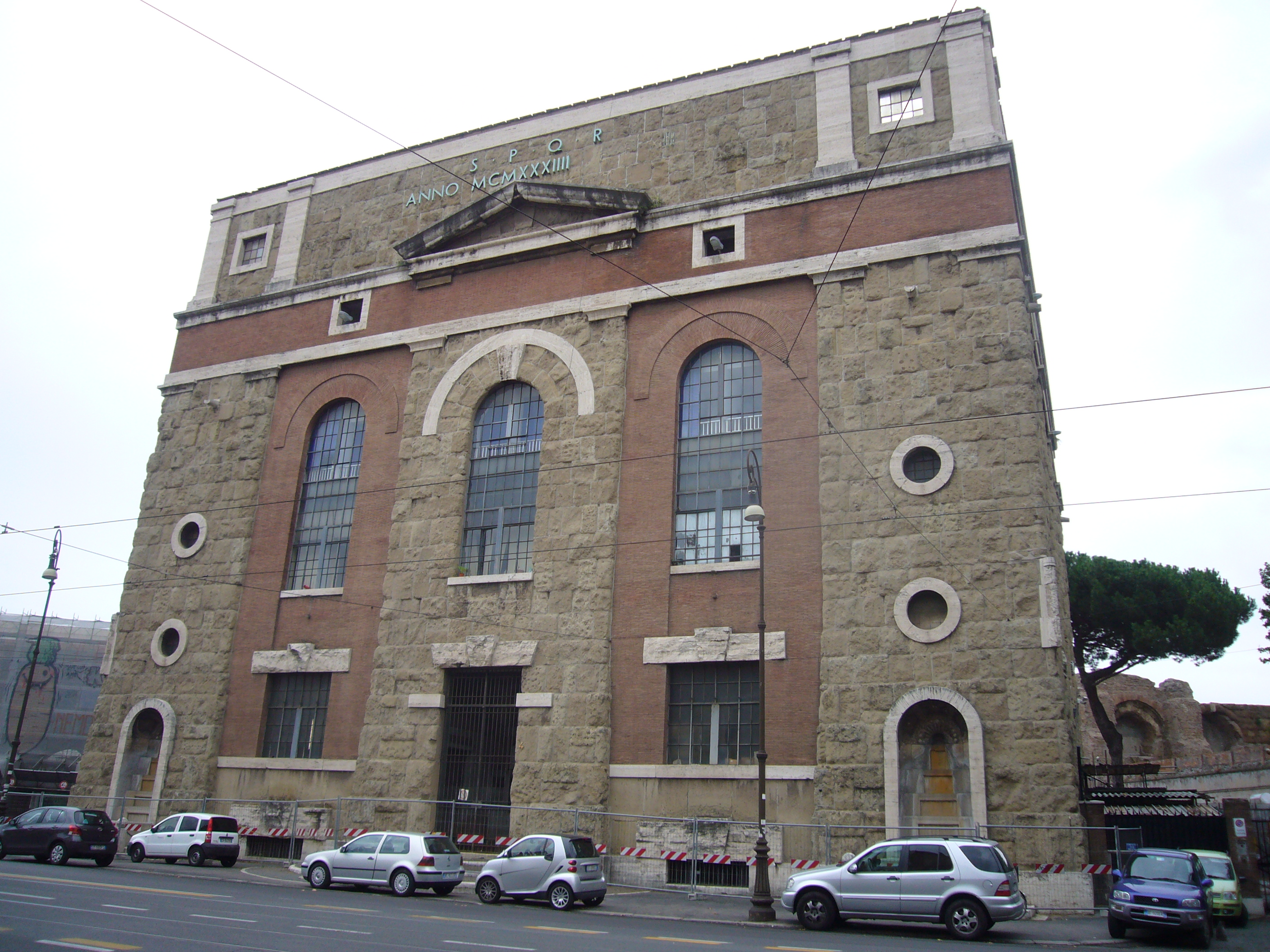
Cabina per la distribuzione idrica di via Eleniana

- Palazzo ENPAM, in Piazza Vittorio Emanuele 78, edificato nei primi anni 2000 in stile con i palazzi circostanti, recuperando il famoso "dente cariato"[8] di Roma. Ospita il prestigioso Museo Ninfeo, inaugurato nel 2021 in collaborazione con la Soprintendenza.

### Architetture religiose
- Basilica di Santa Croce in Gerusalemme
- Basilica di Sant'Antonio da Padova all'Esquilino
- Chiesa di Sant'Eusebio
- Chiesa dei Santi Vito e Modesto
- Chiesa di Santa Bibiana
- Chiesa di Sant'Antonio Abate all'Esquilino
- Chiesa di Sant'Alfonso all'Esquilino
- Chiesa di Santa Maria del Buon Aiuto nell'Anfiteatro Castrense
- Chiesa di Santa Margherita Maria Alacoque
- Chiesa di Santa Maria Immacolata all'Esquilino
- Cappella di Sant'Elena
- Cappella di Santa Maria Addolorata all'Esquilino
- Chiesa del Santissimo Crocifisso alla Stazione Termini
- Oratorio di Santa Maria Immacolata della Concezione (sconsacrata?)
- Oratorio di Santa Margherita (sconsacrata)
- Cappella della Sacra Famiglia di Nazareth all'Esquilino
- Chiesa di San Barnaba de Porta (scomparsa)
- Chiesa di San Giuliano all'Esquilino (scomparsa)

### Architetture scolastiche
- ITIS Galileo Galilei, su via Conte Verde. Edificio del XX secolo (1919-22).

Progetto dell'architetto Marcello Piacentini.
- Istituto comprensivo Daniele Manin - Plesso "Di Donato", su via Nino Bixio. Edificio del XX secolo (1924-27). 41.892438°N 12.507086°E

Progetto dell'architetto Augusto Antonelli.

### Altro
- Monumento a San Francesco d'Assisi, su piazza di Porta San Giovanni.

Opera dello scultore Giuseppe Tonnini, inaugurata nel 1927.

### Siti archeologici

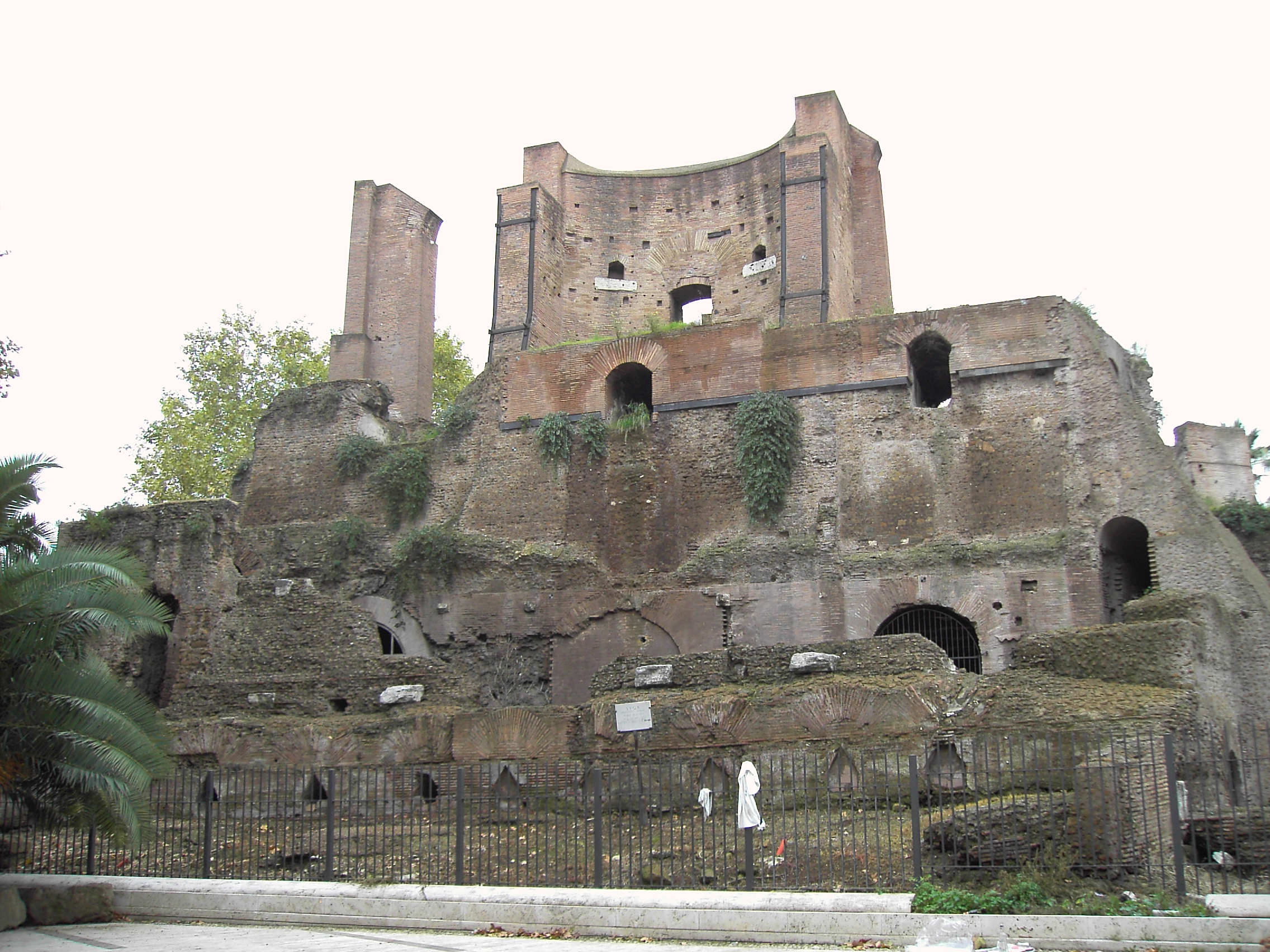
I Trofei di Mario in piazza Vittorio Emanuele

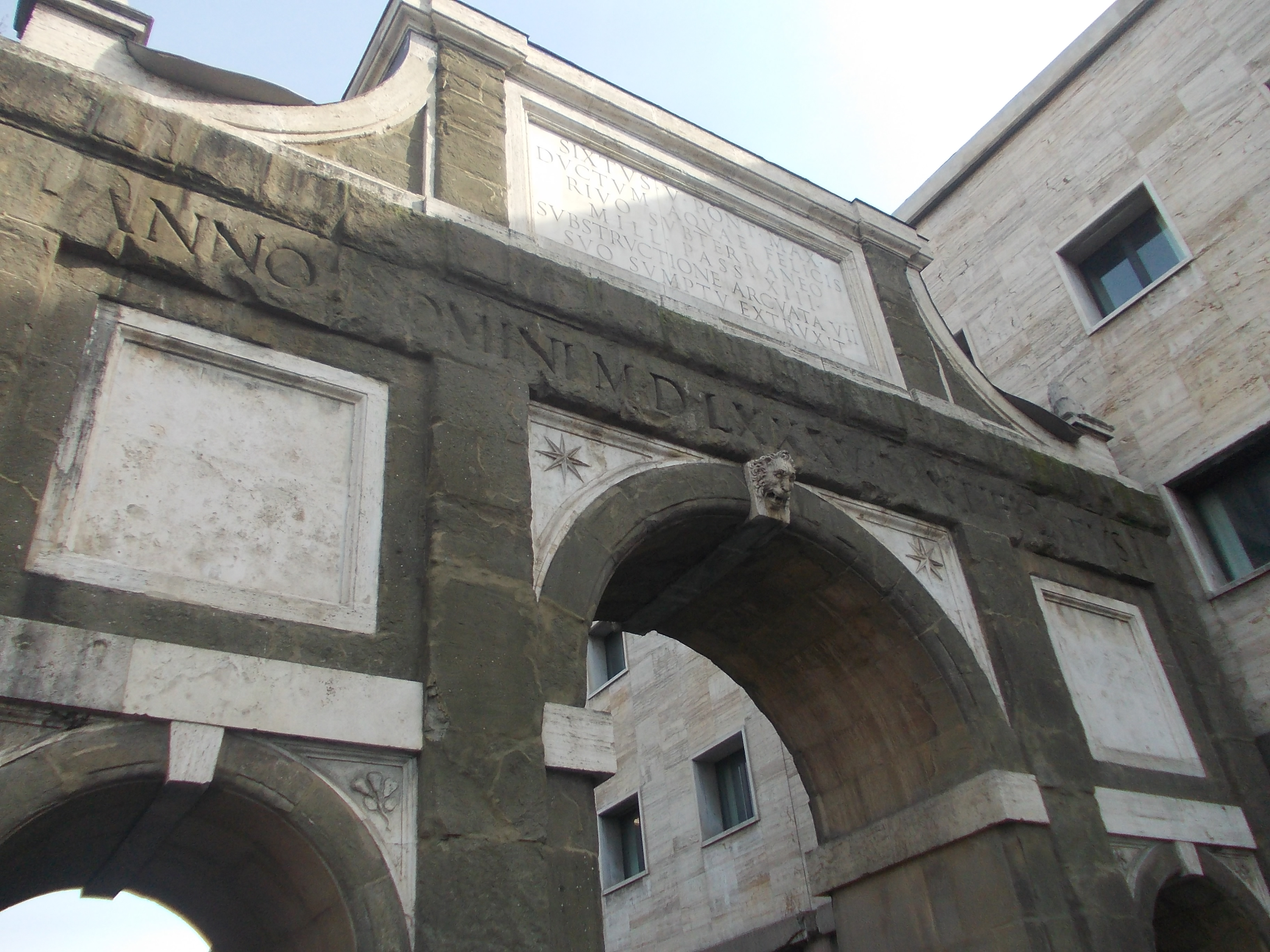
La parte superiore dell'arco di Sisto V rivolto verso via Marsala

- Auditorium di Mecenate, su largo Leopardi. Ninfeo del I secolo a.C.
- Sepolcro di Eurisace, su piazzale Labicano. Sepolcro del I secolo a.C.

Tomba monumentale situata esternamente alla porta Maggiore, quasi a ridosso di essa, fu costruita ad imitazione di un forno da panettiere e dedicata ad un fornaio romano.
- Porta Maggiore, fra piazzale Labicano e piazza di Porta Maggiore. Porta nelle mura aureliane del I secolo.

La grande struttura attuale a due fornici è quanto resta della mostra d'acque in cui convergevano otto degli acquedotti che alimentavano Roma, in particolare l'acquedotto Claudio. Incorporata nelle mura aureliane nel 272, fu rinominata Porta Praenestina (ancora oggi la via Prenestina esce da lì). Prese il nome di Porta Maggiore durante il medioevo, presumibilmente perché da lì si andava verso Santa Maria Maggiore.
- Basilica sotterranea di Porta Maggiore, all'inizio di via Prenestina. Basilica neopitagorica del I secolo.

Situata a poco più di 100 metri all'esterno delle mura aureliane, è una struttura scoperta nel 1917 di cui non è chiara la destinazione (sede di un culto pitagorico, monumento funerario?), ma che presenta importanti stucchi di carattere mitologico.
- Ninfeo di Alessandro, nei giardini di piazza Vittorio. Ninfeo del II-III secolo.
- Ipogeo degli Aureli, su via Luigi Luzzatti. Catacomba del III secolo.
- Anfiteatro castrense, su piazza di Santa Croce in Gerusalemme. Anfiteatro del III secolo.
- Tempio di Minerva Medica, su via Giovanni Giolitti. Ninfeo del IV secolo.
- Arco di Sisto V, monumento realizzato nel 1585 come celebrazione del completamento dell'acquedotto Felice per volere del Papa Sisto V.

### Punti salienti
Per la sua regolarità topografica, la zona si presenta come un quadrilatero molto allungato in corrispondenza dei terreni dedicati al traffico ferroviario. I punti salienti del rione sono:
- Piazza Vittorio Emanuele II: comunemente abbreviata in Piazza Vittorio è una piazza completamente porticata secondo la moda piemontese, unica nel suo genere a Roma. Al centro c'è un grande giardino, oggetto negli anni novanta di un restauro che ha permesso di salvare i resti dei cosiddetti "Trofei di Mario": il nome deriva da due trofei marmorei spostati poi da Sisto V alla Cordonata al Campidoglio. Nella zona si stabilì fin dagli anni 1960 una piccola comunità cinese e oggi l'area è profondamente multietnica.

## Cultura

### Musei
- Museo storico della Liberazione, su via Tasso.
- Museo storico dei granatieri di Sardegna, su piazza Santa Croce in Gerusalemme.
- Museo nazionale degli strumenti musicali, su piazza Santa Croce in Gerusalemme.
- Museo storico della fanteria, su piazza Santa Croce in Gerusalemme.

### Teatri
- Teatro Ambra Jovinelli, su via Guglielmo Pepe.

## Infrastrutture e trasporti
|  | È raggiungibile dalle stazioni: Roma Laziali e Santa Bibiana. |

| È raggiungibile dalle fermate Termini, Napoleone III, P.za Vittorio Emanuele II, Principe Eugenio/Manzoni e Farini | del tram 5 |

| È raggiungibile dalle fermate Termini, Napoleone III, P.za Vittorio Emanuele II, Principe Eugenio/Manzoni e Farini | del tram 14 |